# Clock Tower (серия игр)
Clock Tower — серия игр в жанре survival horror, созданная Хифуми Коно. На данный момент насчитывает четыре игры: три игры основной серии и один спин-офф. Первая игра серии , вышедшая в 1995 году эксклюзивно для Super Famicom, была разработана Human Entertainment и вышла только в Японии. Эта же компания разрабатывала и две последующие игры — Clock Tower и Clock Tower II: The Struggle Within. Обе игры были локализованы и выпущены за пределами Японии. Последней игрой стала Clock Tower 3, разработанная Sunsoft совместно с Capcom и вышедшая в 2002 году на консоли PlayStation 2.
По словам Коно, источником вдохновения послужили фильмы итальянского режиссера Дарио Ардженто, в особенности фильм «Феномен». Изначально игра вышла как низкобюджетный экспериментальный проект, однако хорошие продажи побудили разработчиков к созданию сиквела, который мог конкурировать с другой культовой игрой — Resident Evil от Capcom. В 2000 году Human Entertainment прекратила свое существование, а права на серию были приобретены Sunsoft. Вышедшая в 2002 третья номерная часть стала коммерческим провалом.
Серия получала преимущественно смешанные отзывы. К сильным сторонам игры относили подачу сюжета и элементы ужаса, к слабым — неудобное управление. Хотя последняя игра серии была выпущена в 2002 году, позже последовало два идейных продолжателя. Первый — Haunting Ground, чей геймплей имел сходства с Clock Tower 3. Второй — NightCry, разработанный Хифуми Коно и бывшими сотрудниками Human Entertainment. По мотивам игры также планировался фильм, но он так и не увидел свет.

## Основная серия
- Clock Tower (1995, SNES, PlayStation, WonderSwan, Windows). Переиздание, вышедшее в 1997 году для PlayStation, получило подзаголовок Clock Tower: The First Fear.
- Clock Tower (1996, PlayStation). В Японии игра была выпущена под названием Clock Tower 2.
- Clock Tower II: The Struggle Within (1998, PlayStation. В Японии игра была выпущена под названием Clock Tower Ghost Head.
- Clock Tower 3 (2002, PlayStation 2).

## Отзывы
| Игра                                | GameRankings | Metacritic |
| ----------------------------------- | ------------ | ---------- |
| Clock Tower (1995)                  | -            | -          |
| Clock Tower (1996)                  | 72%          | -          |
| Clock Tower II: The Struggle Within | 52%          | 49/100     |
| Clock Tower 3                       | 70%          | 69/100     |